# Alter Herr (Studentenverbindung)

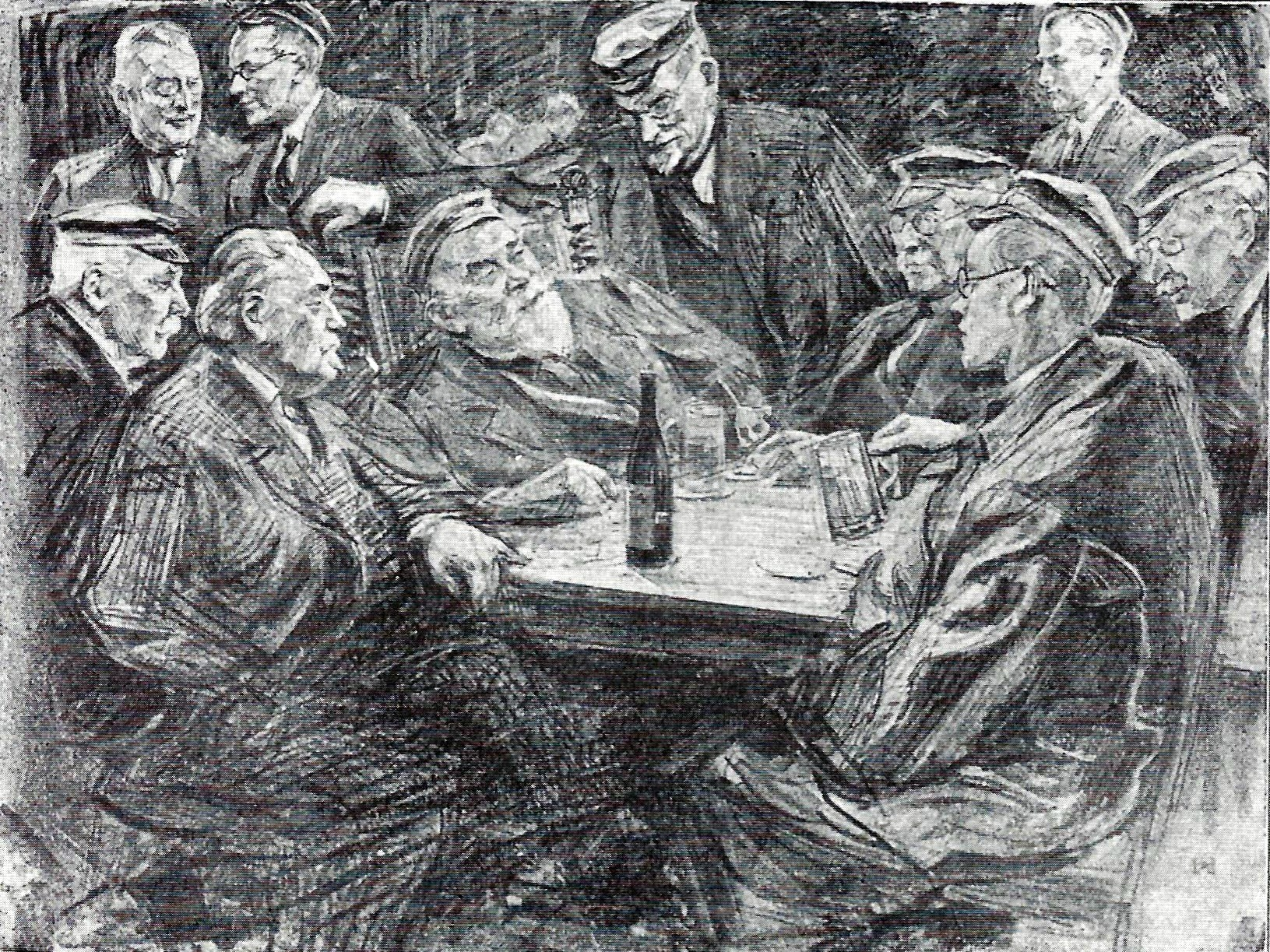
Grogabend beim Corps Littuania (Heinrich Wolff)

Ein Alter Herr oder Philister ist ein Mitglied einer Studentenverbindung nach Beendigung seiner Studien- und Aktivenzeit oder mit dem Eintritt ins Berufsleben. In Damenverbindungen bzw. gemischten Verbindungen ist die weibliche Entsprechung Hohe Dame; seltener Alte Dame. Die Gesamtheit der Alten Herren einer Studentenverbindung wird meist als Altherrenschaft oder Philisterium bezeichnet.

## Begriff
Mit dem Begriff des Philisters war auch immer eine aus Sicht der Studenten besonders verachtenswerte oder rückwärtsorientierte Geisteshaltung verbunden, die der Lebensfreude und dem Sinn für das Schöne nicht den richtigen Stellenwert einräumte. Diese Geisteshaltung bezeichnete der Student als „philiströs“ im Gegensatz zur „burschikosen“ Lebenseinstellung eines echten Burschen.

### Verschiedene Begriffe
In vielen, vor allem christlichen, Studentenverbindungen ist Philister die offizielle Bezeichnung für die Alten Herren. In anderen Dachverbänden, z. B. den Corps oder Landsmannschaften, wird die Bezeichnung Alter Herr vorgezogen. Die Mitglieder von Damenverbindungen beziehungsweise die weiblichen Mitglieder von gemischten Verbindungen werden nach Abschluss ihres Studiums als Hohe Damen bezeichnet, seltener findet die Bezeichnung als Alte Dame statt.

### Urphilister/Bandphilister bei katholischen Studentenverbindungen
Urphilister bezeichnet einen Alten Herren einer katholischen Studentenverbindung, der in ebendieser Verbindung auch seine Fuchsenzeit durchlebt hat. Da ein Alter Herr sowohl bei einer Mittelschulverbindung als auch bei einer Hochschulverbindung die Fuchszeit durchlaufen haben kann, kann er bei diesen beiden Urphilister sein; gehört er weiteren Verbindungen an, dann ist er in diesen nur Bandphilister.

### Renoncephilister bei Corps (historisch)

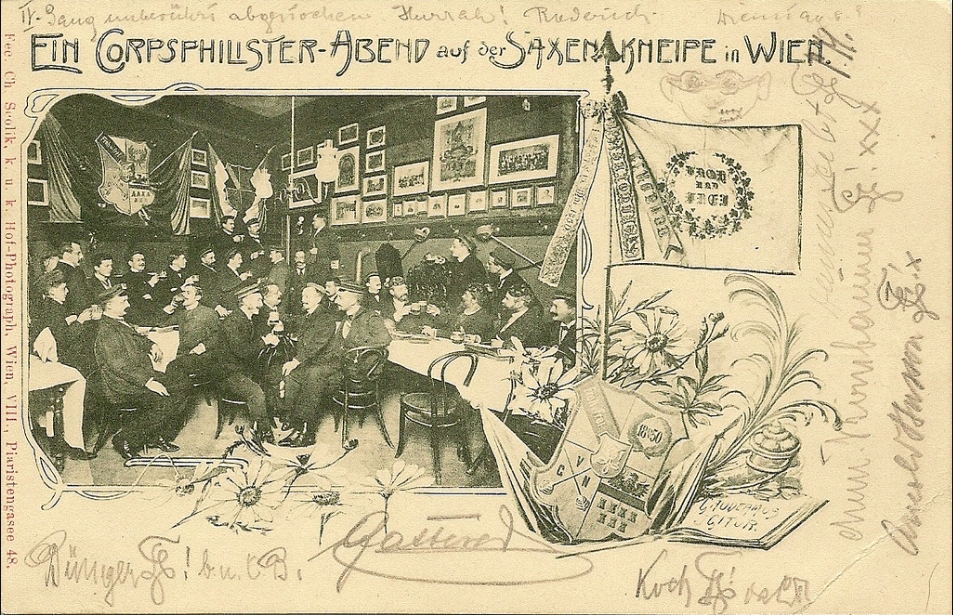
Corpsphilister-Abend beim Corps Saxonia Wien, Couleurkarte (1903)

Renoncephilister – in den Corpslisten R.-Ph. – waren eine besondere Art der Corpszugehörigkeit bei einigen süddeutschen Corps, besonders den ehemaligen bayerischen Lebenscorps. Verdiente Renoncen wurden beim Verlassen der Universität vom Senioren-Convent zu Renoncephilistern ernannt. Diese hatten dann etwa die Stellung der heutigen Corpsschleifenträger. Renoncen waren bis etwa 1850 im Gegensatz zu den Füchsen solche Studenten, die nur in loser Beziehung zum Corps standen. Sie nahmen dessen Schutz gegenüber der studentischen Allgemeinheit in Anspruch, verzichteten aber auf die Reception. Sie „renoncierten“ (verzichteten) auf das Corpsband. Die Renonce (Studentenverbindung) hat mit den Renoncephilistern nichts zu tun. Am Ende des 19. Jahrhunderts wurde das Renoncentum allgemein abgeschafft. Die Renoncephilister wurden, wenn sie gefochten hatten, i. e. C. rezipiert oder bekamen die Corpsschleife.
| Verbindungstyp                                                 | Bezeichnung (Sg.)                | Bezeichnung (Pl.)                                    | Gruppenbezeichnung                   |
| -------------------------------------------------------------- | -------------------------------- | ---------------------------------------------------- | ------------------------------------ |
| Christliche Studentenverbindungen, baltische Verbindungen      | Philister (Phil.)                | Philister (Eigenbezeichnung: Conphilister)           | Philisterium (dt. Philisterschaft)   |
| Corps, Landsmannschaft (Studentenverbindung), Burschenschaften | Alter Herr (AH)                  | Alte Herren (AH, AHAH od. AH²)                       | Altherrenschaft                      |
| selten in Bayern und Österreich bei Corps:                     | Corpsphilister / Philister       | Corpsphilister / Philister                           | Corps-Philisterschaft / Philisterium |
| Gemischte Studentenverbindungen                                | Hohe Dame (HD) / Alter Herr (AH) | Hohe Damen in Kombination mit Alten Herren auch ADAH | Philisterium                         |
| Damenverbindungen                                              | Hohe Dame (HD)                   | Hohe Damen (HDHD od. HD²)                            | Hohe-Damenschaft                     |
| selten in Damen- & gemischten Verbindungen:                    | Alte Dame (AD)                   | Alte Damen (ADAD)                                    | Alte-Damenschaft / Philisterium      |

## Philistrierung/Philistration
Philistrierung ist, in Anlehnung an die Aufnahme in die aktive Verbindung, der Übergang aus der Aktivitas in die Altherrenschaft. Vielfach muss der Aktive, der nach seinem Studium philistriert werden möchte, beim Altherrenverband einen Antrag auf Aufnahme stellen. Lehnt der Altherrenverband die Aufnahme in seine Reihen ab, ist damit die Mitgliedschaft in der Verbindung beendet. Selten reicht auch ein Antrag auf dem aktiven Convent aus.
Im Wingolfsbund ist die Philistration eine Veranstaltung, bei der ein Bundesbruder nach abgeschlossenem Studium und Aufnahme des Berufs in den Altherrenverband aufgenommen wird. Nach einer Philistrationskneipe, die vom Philistranden selbst geleitet wird, zerschlägt dieser seinen Krug am Bemoosten Stein. In Zukunft gehört er symbolisch nicht mehr zu den fröhlich zechenden Aktiven, sondern zum Philisterium.

## Altherrenverein
Die Alten Herren einer Studenten- oder Schülerverbindung organisieren sich üblicherweise in einem Altherrenverein (AHV). Dieser wird je nach Verbindung und Dachverband unterschiedlich bezeichnet (z. B. Philisterverein, Altherrenverband, Philisterium, Philisterverband oder Brüderverein). Der AHV ist wie die Aktivitas basisdemokratisch aufgebaut. Er wird von einem Vorstand geleitet, der vom Convent der Alten Herren gewählt wird und seine Arbeit ehrenamtlich verrichtet. Teilweise bilden studierende und nicht mehr studierende Mitglieder einer Korporation aber auch eine organisatorische Einheit.

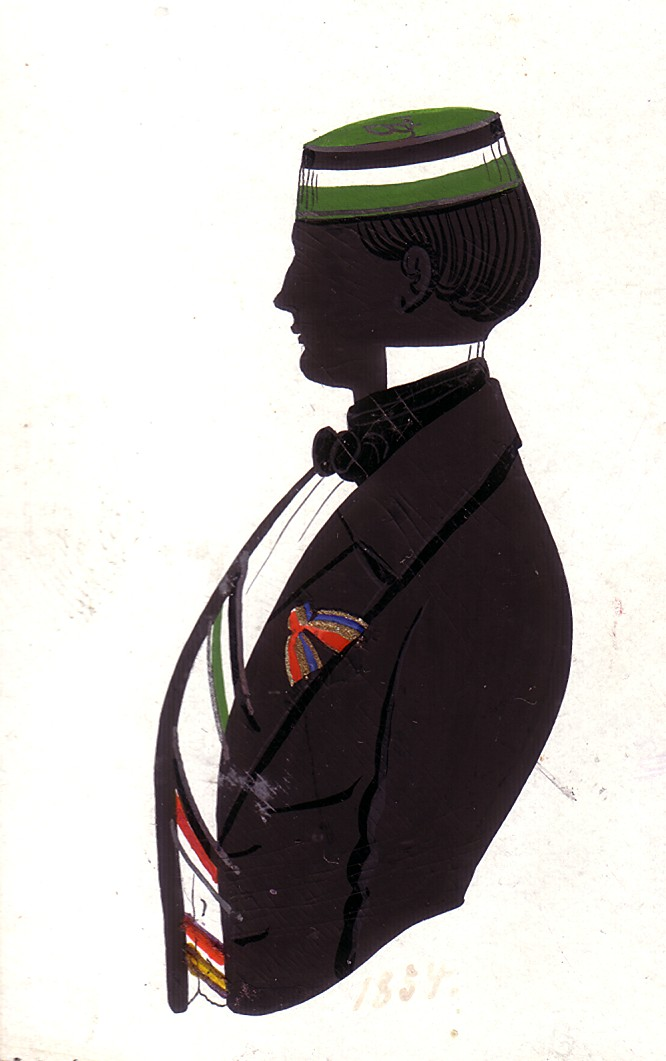
Scherenschnitt von Leonhard Zander von 1854

Die Altherrenvereine entstanden im letzten Viertel des 19. Jahrhunderts als feste Zusammenschlüsse, um die Finanzierung der Korporationshäuser an den Hochschulorten strukturieren zu können.

### Zweck
Ziel eines Altherrenvereins ist es, den Zusammenhalt untereinander und mit den studierenden Mitgliedern (Aktivitas) aufrechtzuerhalten. Sie sind als Zusammenschlüsse die organisatorische Auswirkung des Lebensbundprinzips. Dem AHV obliegt in einer Art umgekehrtem Generationenvertrag die Finanzierung des aktiven Bundes, der Aktivitas. Zu seinen Aufgaben gehört in manchen Verbindungen auch die (Mit-)Organisation von gesellschaftlichen Anlässen, wie beispielsweise des jährlichen Stiftungsfests.
So ist der AHV in der Regel Eigentümer des Verbindungshauses und Arbeitgeber des Faxen. Viele Verbindungen haben allerdings einen zusätzlichen Hausverein, in dem alle Alte Herren Mitglied sind und der als eingetragener Verein das Verbindungshaus unterhält.

### Verbandsebene
Die Altherrenvereine sind in den Altherrenverbänden meist wieder auf Verbandsebene (z. B. VAC, WVAC, AHCC) zusammengeschlossen. Es existieren auch Dachverbände mehrerer Altherrenverbände, wie die Arbeitsgemeinschaft Andernach der mensurbeflissenen Verbände (AGA) oder der Europäische Kartellverband (EKV).

## Örtliche Zusammenschlüsse

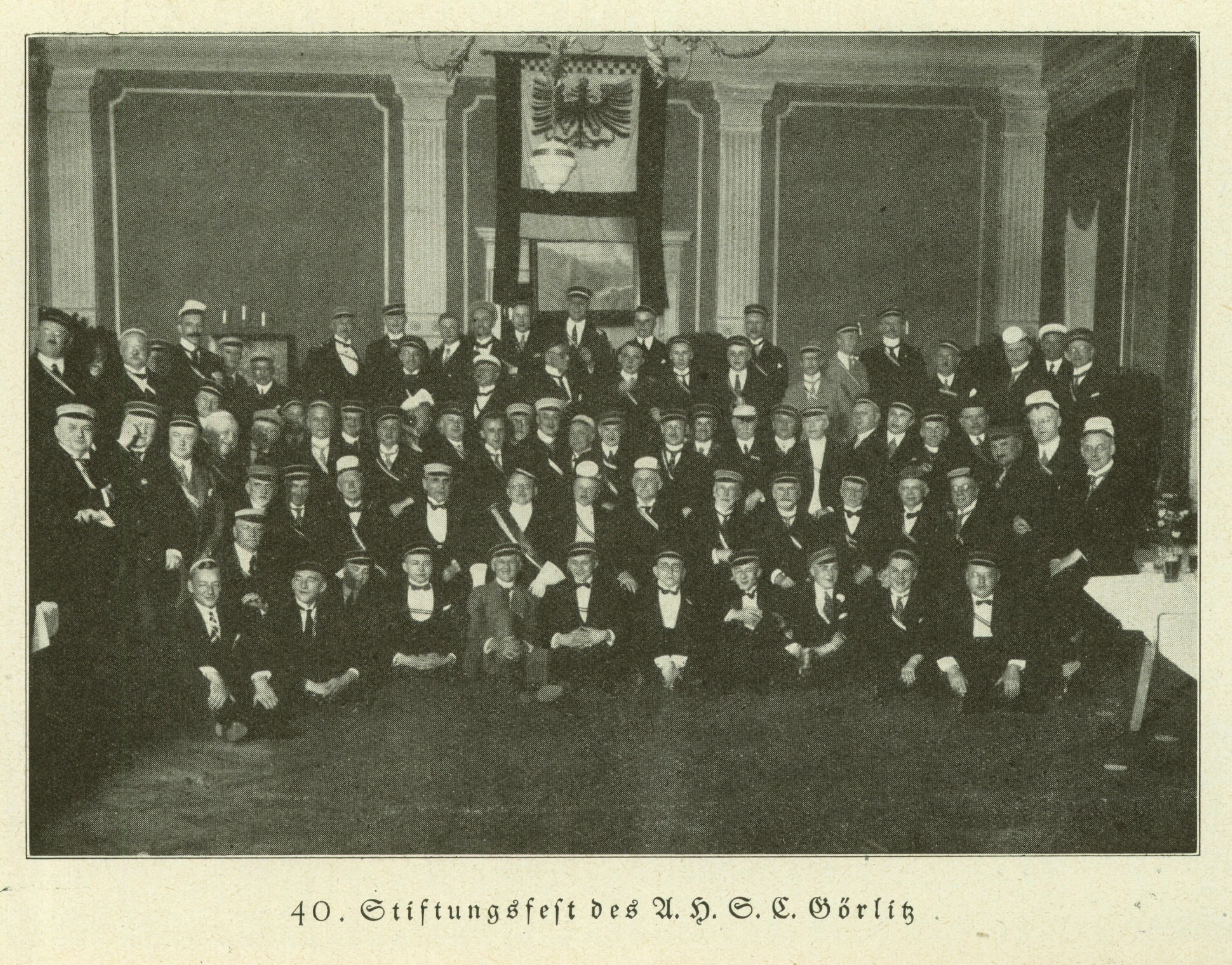
Fotografie des Alte-Herren-Senioren-Convents Görlitz von 1912

Neben ihrer Einbindung in die eigenen Altherrenvereine organisieren sich Alte Herren vielfach verbindungsübergreifend in örtlichen Zusammenschlüssen nach Verbandszugehörigkeit, z. B. in Alte-Herren-Senioren-Conventen (AHSC), Vereinigungen Alter Burschenschafter (VAB) oder Vereinigungen Alter Herren des Coburger Convents (VACC). Dabei sind die örtlichen Zusammenschlüsse die älteren und setzten um 1860 ein. Mitglieder schlagender Verbindungen organisieren sich verbandsübergreifend häufig in Waffenringen.

## Außerordentliche Bandaufnahmen
Neben dem üblichen Übergang in die Altherrenschaft nach abgeschlossenem Studium haben sich weitere Formen der Bandaufnahme (Beitritt zur Verbindung/Altherrenschaft) unter den Studentenverbindungen entwickelt. Handelt es sich um bisher nicht korporierte Interessierte, so spricht man nach Aufnahme in einigen Bünden von einem Ehrenphilister (EPh) oder Ehrenmitglied (EM).
Ein anderer Fall ist die Bandaufnahme einer Person, die bisher schon Mitglied in einer Verbindung des gleichen Dachverbandes oder einer anderen befreundeten Verbindung war. In diesem Fall sprechen manche Verbindungen von Bandphilistern oder Zweitbandträgern. Allgemein üblich werden sie im Alltag aber gleichwohl einfach Alter Herr bzw. Philister genannt.
Diese Einteilung kann sich von Dachverband zu Dachverband in der Benennung durchaus unterscheiden.

### Schlagende Studentenverbindungen

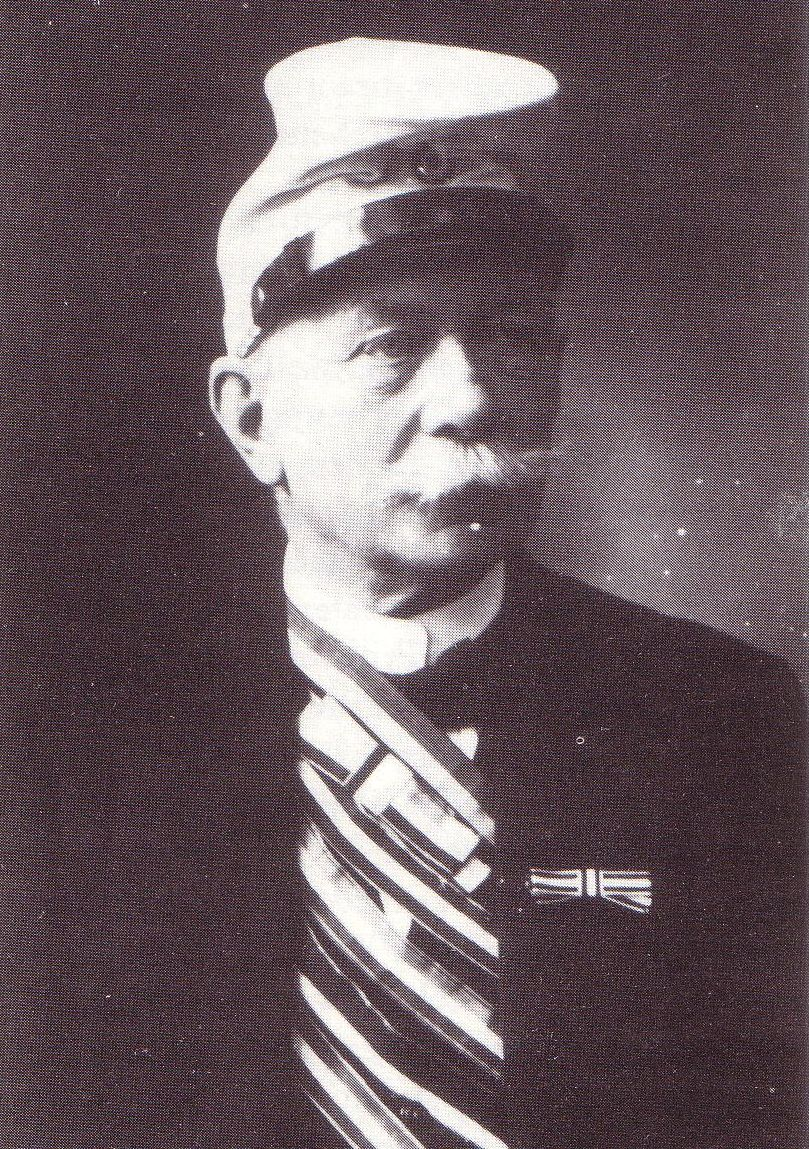
Gustav Gotthilf Winkel mit der Schleife von Borussia Bonn am Revers und der übergroßen Schleife von Masovia zwischen den Bändern

Bei den schlagenden Studentenverbindungen ist eine direkte Aufnahme in die Altherrenschaft ohne gefochten zu haben nicht angedacht.

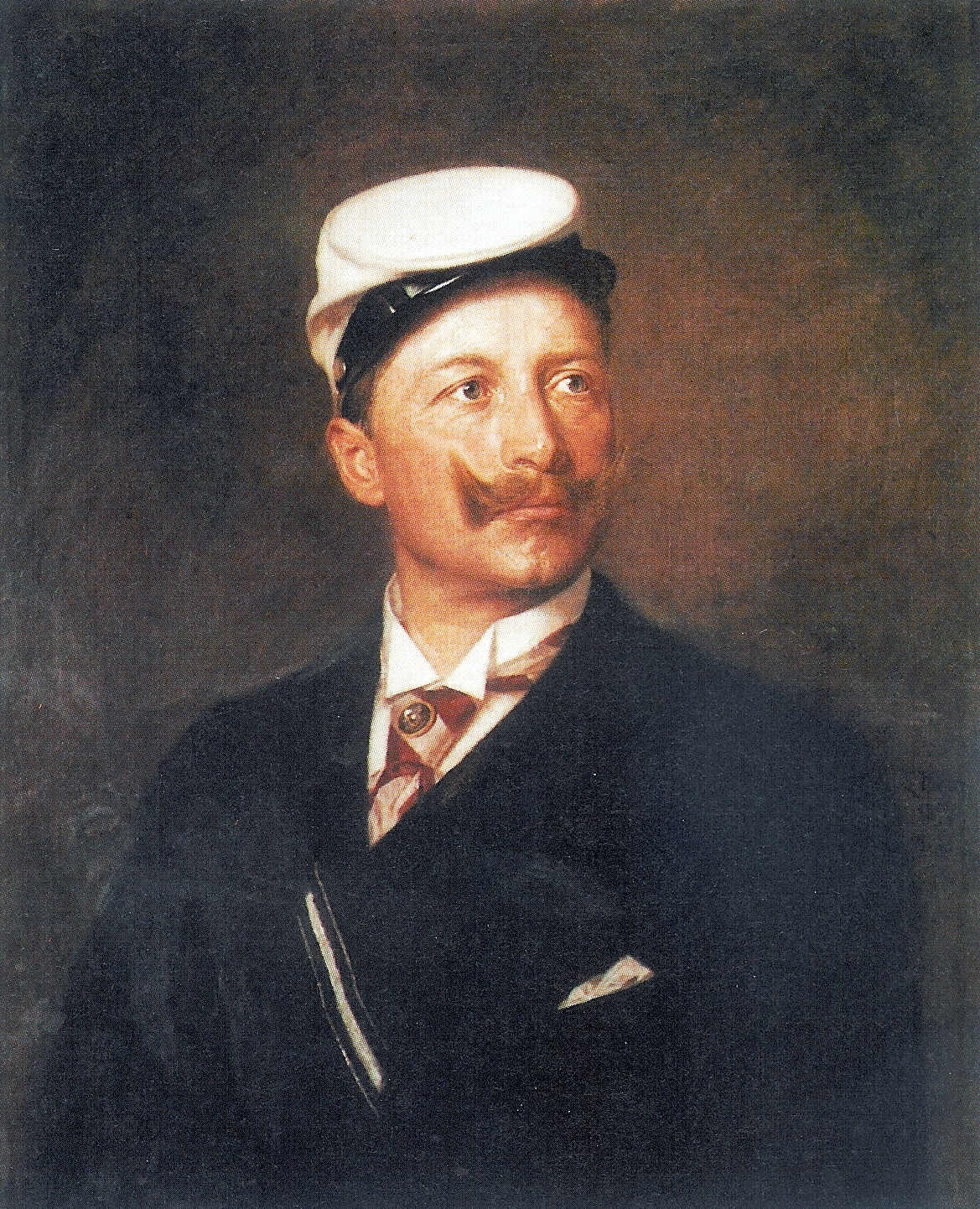
Wilhelm II., Deutscher Kaiser und König von Preußen (1897) mit Band und Mütze des Corps Borussia Bonn

Bei den Corps ist in solchen Fällen die Verleihung einer Corpsschleife möglich, wodurch sich verdient gemachte Corpsstudenten anderer Corps oder auch Nicht-Corpsstudenten geehrt und integriert werden können. Bei Corpsstudenten, die bereits auf die Farben eines anderen Corps gefochten haben, und sich um das Corps sehr verdient gemacht haben, ist sogar die Verleihung eines Bandes möglich.
Bei den Kösener Corps kann jedoch am ordentlichen Kösener Congress ein Antrag gestellt werden, sodass es in äußerst seltenen Fällen auch Personen erlaubt ist ein Band zu tragen, obwohl sie nicht gefochten hat. Dies geschah beispielsweise bei Kaiser Wilhelm II.

### Katholische Studentenverbindungen

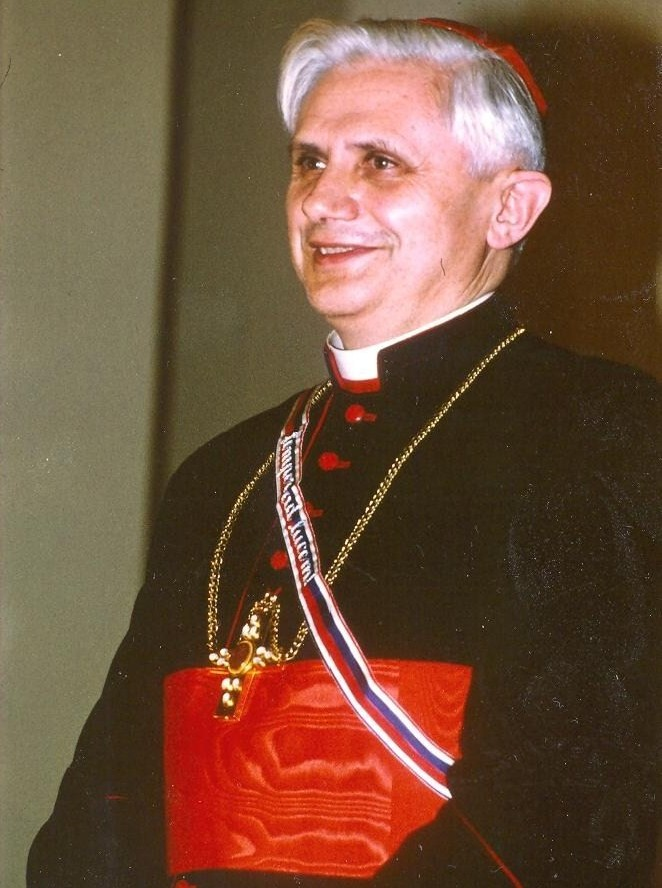
Papst Benedikt XVI mit dem Ehrenband der KDStV Rupertia Regensburg

Bei vielen katholischen Studentenverbindungen, wie denen im Cartellverband der katholischen deutschen Studentenverbindungen (CV), ist es zusätzlich üblich, bekannten öffentlichen Persönlichkeiten, beispielsweise Bischöfen der römisch-katholischen Kirche, ein Ehrenband anzutragen. Eine solche „Ehrenmitgliedschaft“ ohne eine persönliche Beteiligung am Aktivenleben wird von vielen anderen Studentenverbindungen abgelehnt. Die meisten Studentenverbindungen knüpfen Bandaufnahmen an bestimmte Bedingungen, wie zum Beispiel eine rege Teilnahme am Verbindungsleben. Grundsätzlich muss aber festgehalten werden, dass sich anhand der Mitgliedsart nicht per se über das jeweilige persönliche Engagement der betreffenden Person innerhalb der Verbindung urteilen lässt, da dies auch im Falle von hohen geistlichen oder politischen Würdenträgern von Person zu Person viel zu unterschiedlich ist.

## Der Begriff „Philister“
Der Ausdruck Philister lässt sich aus den Hebräischen פְּלִשְׁתִּי pelischtim herleiten und zwar von dem Streit zwischen den Philistern und Hebräern, der im Alten Testament der Bibel oft thematisiert wird. In der Studentensprache wurden zuerst die Stadtwachen oder die Polizei, mit denen sich die Studenten häufig stritten, im 18. Jahrhundert in den Universitätsstädten beispielsweise in Leipzig oder Halle (Saale) mit diesem Namen belegt, dann schließlich alle kleinbürgerlichen engstirnigen Einwohner der Universitätsstädte, also alle Spießbürger.
Heinrich Heine, als junger Jurastudent (und Mitglied des Corps Guestphalia) wegen eines Duellvergehens von der Universität Göttingen relegiert, später aber wieder zurückgekehrt, um hier zu promovieren, setzte seiner Meinung über „Philister“ in seinem Werk Die Harzreise ein Denkmal:

„Im allgemeinen werden die Bewohner Göttingens eingeteilt in Studenten, Professoren, Philister und Vieh; welche vier Stände doch nichts weniger als streng geschieden sind. Der Viehstand ist der bedeutendste. […]

Die Zahl der Göttinger Philister muß sehr groß sein, wie Sand, oder besser gesagt, wie Kot am Meer; wahrlich, wenn ich sie des Morgens, mit ihren schmutzigen Gesichtern und weißen Rechnungen, vor den Pforten des akademischen Gerichtes aufgepflanzt sah, so mochte ich kaum begreifen, wie Gott nur so viel Lumpenpack erschaffen konnte.“

Der Ausdruck Philister wurde dann auch – zuerst despektierlich, dann offiziell – für die im Berufsleben stehenden Mitglieder einer Studentenverbindung verwandt. Der Begriff tauchte im weiteren Verlauf des 19. Jahrhunderts in vielen Studentenliedern auf, in denen aus der Sicht des „Alten Herren“ der eigene Zustand des „Philistertums“ wehmütig bedauert und im klassischen Ubi-sunt-Topos der alten Zeiten als Student gedacht wird. So auch im Lied Als ich schlummernd lag heut’ Nacht von Adolf Katsch 1883, Melodie: Adolf von Schlieben:
 „Gold’ne Burschenzeit entflog,

 schnell – daß Gott erbarme! –

 Ledern Philisterium zog

 mich in dürre Arme.“

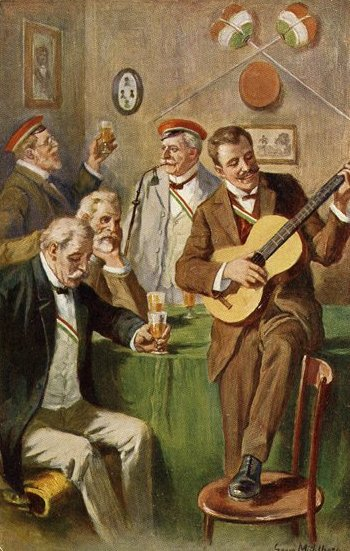
O alte Burschenherrlichkeit

Oder in dem berühmtesten Lied der Gattung, O alte Burschenherrlichkeit, anonym publiziert 1825:
 „Wo sind sie, die vom breiten Stein

 Nicht wankten und nicht wichen,

 Die ohne Spieß bei Scherz und Wein

 Den Herrn der Erde glichen?

 Sie zogen mit gesenktem Blick

 In das Philisterland zurück.

 O jerum, jerum, jerum,

 o quae mutatio rerum!“
Der „breite Stein“ war die in der Mitte einer Straße ausgeführte Pflasterung. Links und rechts davon war der Weg nicht befestigt und besonders bei Regenwetter durch die Fuhrwerke entsprechend aufgewühlt und schlammig. Derjenige, „der nicht wich“ zwang also folglich alle Entgegenkommenden, in den Matsch zu steigen, was zugegebenermaßen eine gewisse Präpotenz in der Haltung der Studiosi widerspiegelt.
Der Begriff des Philisters als Bezeichnung für einen Menschen mit kleingeistiger Lebensauffassung griff später über den universitären Sprachgebrauch hinaus und wurde zur Vokabel des Bildungsbürgertums.